# Cadria
Cadria is een plaats (frazione) in de Italiaanse gemeente Magasa.